# Lawrence v. Texas
Lawrence v. Texas was een rechtszaak die werd aangespannen bij het Amerikaanse Hooggerechtshof in 2002, als gevolg waarvan een meerderheid van zes van haar negen rechters in 2003 bepaalden dat Texaanse sodomiewetgeving, die er voornamelijk voor bedoeld was geslachtsverkeer tussen mannen te verbieden, ongrondwettelijk was. Het vonnis vernietigde een eerdere uitspraak van hetzelfde Hof uit 1986 en verklaarde het grondwettelijke recht op een privéleven van toepassing op geslachtsgemeenschap in de privésfeer.
Het Hooggerechtshof vonniste dat vrijwillig geslachtsverkeer tussen volwassenen de bescherming genoot van het Veertiende Amendement van de Grondwet van de Verenigde Staten, dat een non-discriminatieprincipe behelst en bovendien vereist dat de overheid burgers niet zonder goede reden in hun privésfeer kan aantasten. Als gevolg van de rechtszaak werden wetten met vergelijkbare strekking als de Texaanse wetgeving in andere staten ontoepasbaar. De uitspraak werd verwelkomd door belangenorganisaties voor homoseksuelen, maar bekritiseerd door vele religieus-conservatieve groeperingen.

## Geschiedenis
Onder het Anglo-Amerikaanse rechtsstelsel van common law was sodomie (aanvankelijk een term voor anale seks ongeacht het geslacht van de partners, maar later vooral gebruikt voor seks tussen mannen) al sinds de Engelse Buggery Act van 1533 illegaal. Na de Amerikaanse onafhankelijkheidsverklaring in 1776 werd deze traditie voortgezet en steeds verder toegespitst op homoseksueel gedrag. De straf verschilde per deelstaat, maar behelsde doorgaans een gevangenisstraf of boete, en veroordeling kon in sommige delen van de Verenigde Staten zelfs leiden tot verlies van het stemrecht.
Aan het begin van de 20e eeuw kwam de Amerikaanse homobeweging op gang, die trachtte discriminerende wetgeving te laten afschaffen. Publieke opinie en overheden zagen hier de eerste decennia geen heil in, en de meeste rechters wezen juridische procedures om zulke wetten nietig te verklaren van de hand. Amos Jackson, een rechter van het Hooggerechtshof van Indiana, was in 1964 een van de eerste juristen die sodomiewetgeving bekritiseerde. In die periode begon ook de houding ten opzichte van seks, huwelijk en de rol van de vrouw te veranderen, en in 1965 bepaalde het Amerikaanse Hooggerechtshof in de zaak Griswold v. Connecticut voor het eerst dat de grondwet een recht op privacy omvatte. Bredere maatschappelijke acceptatie van homoseksuele relaties leidden er in de jaren ’70 ook toe dat veel deelstaten hun sodomiewetgeving schrapten.
In het Bowers v. Hardwick-proces uit 1986 werd het Hooggerechtshof gevraagd een wet uit Georgia nietig te verklaren die ertoe had geleid dat een man werd gearresteerd – maar niet veroordeeld – voor het hebben van orale seks in zijn eigen huis met een andere man. Die aanvraag werd met vijf stemmen tegen en vier stemmen voor afgewezen, waarbij het arrest verwees naar het feit dat eerdere rechtszaken omtrent het recht op privacy alleen te maken hadden gehad met seks die kon leiden tot voortplanting, dat homoseksualiteit historisch gezien niet door de westerse samenleving geaccepteerd werd en dat de auteurs van de Amerikaanse grondwet geen recht op sodomie voor ogen hadden. Een minderheid van het Hof vond echter dat het begrip ‘vrijheid’ op die manier te nauw gedefinieerd werd, en dat de grondwet bovendien mensen als individuen en niet als gezinnen een recht op privacy verschafte. Rechter John Paul Stevens was van mening dat inmenging door de overheid in het privéleven van een burger ongeacht de huwelijksstatus of seksuele oriëntatie van de persoon in kwestie eenzelfde last was en dus niet in ongelijke mate beperkt kon worden.

## John Lawrence en Tyron Garner
Op 17 september 1998 werden John Lawrence en Tyron Garner, respectievelijk 55 en 31 jaar oud, gearresteerd in Lawrence’s huis in de Texaanse stad Houston nadat de plaatselijke onder-sheriff het appartement was binnengegaan en de twee in de slaapkamer aantrof terwijl zij anale seks hadden.
De politie was gebeld door de buurman, Robert Eubanks, die hen meedeelde dat er in Lawrence’s appartement met vuurwapens geschoten werd. Eubanks was er al eerder van beschuldigd de twee te hebben lastiggevallen, en was op dat moment een romantische partner van Garner. Hij gaf later toe het horen van pistoolschoten te hebben verzonnen, en kreeg een gevangenisstraf van vijftien dagen. Lawrence en Garner werden desondanks in voorarrest genomen en beschuldigd van het overtreden van de Texaanse sodomiewetgeving, die “onnatuurlijk geslachtsverkeer met een persoon van hetzelfde geslacht” verbood.
Voor de rechter vochten de twee de tenlastelegging niet aan – hoewel zij wettelijk gezien geen schuld bekenden – maar vroegen de rechtbank wel de beschuldigingen nietig te verklaren omdat zij een schending zouden vormen van het non-discriminatieprincipe, aangezien de wet enkel seks tussen mensen van hetzelfde geslacht illegaal maakte, en ook inbreuk maakte op hun grondwettelijke recht op een privéleven (beide vastgelegd in het Veertiende Amendement van de grondwet van de Verenigde Staten). De rechter wees dit verzoek af en Lawrence en Gardner werd elk een boete van $200 opgelegd, plus $141.25 aan gemaakte kosten. Zij gingen hiertegen in beroep, zich nogmaals beroepend op dezelfde inbreuk op hun privacy en de discriminatie jegens homoseksuelen, maar zowel het Hof van Beroep (Texas Fourteenth Court of Appeal) als het Texaanse Hof van Cassatie (Texas Court of Criminal Appeals) wezen het verzoek af. Omdat hiermee de mogelijkheden tot beroep in Texas zelf waren uitgeput, belandde de zaak vervolgens bij het Amerikaanse Hooggerechtshof op 16 juli 2002.

## Proces voor het Hooggerechtshof
Het Hooggerechtshof verklaarde de zaak op 2 december 2002 ontvankelijk, waarna een heel scala aan maatschappelijke organisaties als amicus curiae probeerde het proces te beïnvloeden. Feitelijk moesten de rechters van het Hof drie vragen beantwoorden:
- Of het verbieden van seksueel verkeer enkel tussen mensen van hetzelfde geslacht een schending vormende van het non-discriminatiebeginsel uit de Amerikaanse grondwet.
- Of het verbieden van enige vorm van vrijwillige seks tussen volwassenen in de privésfeer inbreuk maakte op het grondwettelijke recht op privacy.
- Of, ten gevolge van de twee eerste vragen, het arrest van Bowers v. Hardwick uit 1986 vernietigd moest worden.

### Arrest
Op 26 juni 2003 beslisten zes van de negen rechters dat de Texaanse wet in strijd was met de Amerikaanse grondwet. Een meerderheid van vijf – bestaande uit Anthony Kennedy, John Paul Stevens, David Souter, Stephen Breyer en Ruth Bader Ginsburg - was van mening dat de wetgeving inbreuk maakte op het recht op privacy, en dezelfde vijf rechters plus Sandra Day O'Connor vonnisten dat het bovendien ten onrechte discrimineerde ten opzichte van homoseksuelen. Het arrest van Bowers v. Hardwick verloor daarmee haar rechtskracht, en naast de Texaanse wet was wetgeving in twaalf andere staten ook niet meer van toepassing.
Het arrest spitste zich voornamelijk toe op het ontkrachten van de redenering die ten grondslag lag aan de eerdere uitspraak, zoals de aanname dat homoseksualiteit in de westerse samenleving niet geaccepteerd werd. Als tegenargument verwees rechter Kennedy naar de zaak Dudgeon v. Verenigd Koninkrijk, een zaak voor het Europees Hof voor de Rechten van de Mens uit 1981 die leidde tot de afschaffing van sodomiewetgeving in Noord-Ierland. Als conclusie besloot Kennedy:
“Bowers was onjuist toen het oordeel geveld werd, en het is heden ten dage nog steeds onjuist. Het behoort geen bindend precedent te blijven. Bowers v. Hardwick behoeft nietigverklaring en verkrijgt die bij deze”.
De meerderheid van het Hof oordeelde dat “de intieme, vrijwillige en volwassen handelingen die leidden tot deze rechtszaak de bescherming genieten van het recht op bescherming tegen de overheid” en dat “de Texaanse wet geen legitiem overheidsdoel bevordert dat een dergelijke inbreuk op de privésfeer van burgers kan rechtvaardigen”, en verklaarde haar aldus ongrondwettelijk.

### Minderheid
De overige drie rechters van het Hooggerechtshof uitten scherpe kritiek op het arrest, erop wijzend dat de redenering andere arresten blootstelde aan mogelijke nietigverklaring (zoals het verbod op de verkoop van seksspeeltjes in Alabama, het recht van de overheid om wetgeving te baseren op moraliteit en het recht van het Amerikaanse leger om openlijk homoseksuele mensen te ontslaan).
Rechter Antonin Scalia bekritiseerde ook het gebrek aan respect voor het juridische principe van stare decisis, dat inhoudt dat eerdere uitspraken bindend zijn voor rechters die later over vergelijkbare feiten nogmaals uitspraak moeten doen. Scalia uitte ook - op sarcastische wijze - dat de argumentatie van de meerderheid zou leiden tot invoering van het homohuwelijk, in de Verenigde Staten een zeer controversieel politiek hangijzer:
“Als morele veroordeling van homoseksueel gedrag geen ‘legitiem overheidsdoel’ vormt voor het verbieden van zulk gedrag, welke rechtvaardiging rest ons dan nog om homoseksuele stellen het recht om te huwen te ontzeggen als zij zich beroepen op ‘de door de Grondwet beschermde vrijheid’?”
Hoewel schertsend bedoeld, werd deze passage in 2010 geciteerd door een federale rechter in Californië die een wijziging in de grondwet van de staat, die het homohuwelijk expliciet verbood, nietig verklaarde. Scalia zelf concludeerde uiteindelijk dat het meerderheidsarrest bewees dat het Hooggerechtshof “zich grotendeels geschaard heeft achter de zogenoemde homoseksuele agenda”.

## Gevolg en effect
Het arrest stelde de Texaanse wet buiten toepassing, alsmede vergelijkbare wetgeving in de staten Alabama, Florida, Idaho, Kansas, Louisiana, Mississippi, Missouri, North Carolina, Oklahoma, South Carolina, Utah en Virginia. De toepassing van het non-discriminatieprincipe op homoseksualiteit heeft in latere rechtszaken veelal niet geleid tot de nietigverklaring van wetten die het homohuwelijk verbieden, hoewel sinds 2003 meerdere staten het homohuwelijk wel na rechterlijke uitspraken ingevoerd hebben.

## Gerelateerde onderwerpen
- Homohuwelijk in de Verenigde Staten
- Sodomiewetgeving in de Verenigde Staten